# تيد نوتباد (محرر نصوص)
تيد نوتباد هو محرر نصوص يعمل على أنظمة ميكروسوفت ويندوز، في البداية تم تطويره ليكون أحد المشاريع المدرسية على يد يوراي سيملوفيتش في عام 2001، وله واجهة مستخدم تشبه إلى حد بعيد واجهة المستخدم المخصصة لمحرر النصوص نوتباد ولكنه يتميز عنه بعدد من الخصائص والمزايا التي تدعم التحرير المتقدم في النصوص العادية بما في ذلك الإكمال التلقائي للسطور وعمليات القفز على الجمل والفقرات بشكل اختياري.

## نظرة عامة
الخصائص الرئيسية التي يدعمها تيد نوتباد تشمل الواجهات النصية، ويمتد هذا الدعم إلى مجموعة متعددة من أدوات معالجة النصوص والوصولية العالية باستخدام المفاتيح الرئيسية بالإضافة إلى عدد كبير من التخصيصات والخيارات التي يستطيع المستخدمون التحكم بها. بالإضافة إلى ما سبق يدعم تيد نوتباد عدد من المزايا والخصائص التجريبية والمبتكرة مثل عملية الاكمال التلقائي للسطور «وليس للكلمات»، وعادةً ما يتم وسمه وتوصيفه «بالسكين السويسرية» لمحررات النصوص في منتديات الويب.
ومن مزاياه المبتكرة خاصية البحث الفرعي (Secondary Search)، حيث تسمح هذه الخاصية للمستخدمين بالقيام بعمليات البحث في النصوص عن شيئين في نفس الوقت، ومن مزاياه الغير عادية الأخرى خاصية «اقفز إلى» (go to) والتي تسمح للمستخدمين بالقيام باختيار النصوص أثناء عملية القفز كما وتسمح هذه الخاصية للمستخدمين بالقيام بعملية القفز بالنسبة إلى الموقع الحالي لمؤشر النصوص.
و من خصائصه التجريبية عملية الإكمال التلقائي للسطور وذلك بجانب دعمه لعملية الإكمال التلقائي للكلمات وتستند عملية الإكمال التلقائي للسطور إلى «قاموس» مبني بشكل برمجي على محتويات الملف الذي يتم تحريره، ويوفر تيد نوتباد طريقة سهلة لتنفيذ عملية الإكمال التلقائي للكلمات والتي تستند إلى خوارزمية تعتمد على تشابه السطور، وفي مقارنة بسيطة بين عمليتي الإكمال التلقائي للسطور والكلمات، تستطيع عملية الإكمال التلقائي للسطور القيام بإكمال السطور المشكلة أو المنقطة، بالإضافة إلى الحروف الاستثنائية وعناصر الجمل النصية المستخدمة في نصوص الشيفرات المصدرية ولهذا السبب تعد هذه الخاصية مفيدة جداً لمحرري نصوص الشيفرات المصدرية حيث أنه مع وجود نسبة كبيرة من السطور المتشابهة وعند اعتماد الإكمال التلقائي للسطور في بيئات نصية تتشابه فيها السطور بشكل متكرر تصبح حينها عملية التحرير أسهل وتختصر الكثير من الوقت والمجهود إذا ما قورنت مع عملية الإكمال التلقائي للكلمات.

## المزايا والخصائص

### الأدوات النصية
من أهم مزايا وخصائص تيد نوتباد كمية الوظائف التي يقدمها لمعالجة النصوص وتشمل هذه الوظائف:
- التحويل المتعدد للأحرف من الكبيرة إلى الصغيرة والعكس (هذه الوظيفة مفيدة في حالة التعامل مع اللغات التي تعتمد الأحرف اللاتينية).
- التحويل لترميزات السطور الجديدة بين أنظمة يونكس وماك من جهة وأنظمة ميكروسوفت ويندوز من جهة أخرى.
- أدوات قلب النصوص، حيث يمكن للمستخدمين القيام بعكس النصوص استناداً للكلمات أو السطور.
- دعم أدوات اكمال النصوص على سطر جديد عند امتلاء السطر الذي يتم تحريره والعكس.
- دعم أدوات إزاحة النصوص وعكسها.
- دعم أداة شاملة لعمليات ترتيب السطور.
- دعم أدوات سطور فريدة من نوعها تستطيع ازالة وعد السطور المكررة.
- دعم أداة تقوم بترجمة حروف إلى حروف أخرى.
- دعم أداة تستطيع القيام بقص محتويات الأعمدة النصية وإضافة أرقام السطور.
- دعم أدوات واسعة للإحصاء النصي والتي تستطيع احصاء 12 قيمة مختلفة متعلقة بالنص الذي يتم تحريره.
- دعم أدوات خارجية أو معرفة عن طريق المستخدم كإضافات لمعالجة النصوص مثل (grep).

### مزايا أخرى
ومن مزاياه الأخرى نسرد:
- السماح للمستخدمين بتخصيص زر الهروب (Esc key) للخروج.
- دعم العديد من الأزرار الرئيسية أو ما يعرف بأزرار اختصار لوحة المفاتيح.
- دعم عدة أنواع من ألواح الحفظ الداخلية (internal clipboards) بهدف خدمة كليشيهات المستخدم.
- حجم الملف المحرر يعتمد فقط على مقدار محدودية الذاكرة المتوفرة.
- دعم الإكمال التلقائي للكلمات حيث يقوم المستخدم بكتابة الكلمة لمرة واحدة ومن ثم تتم فهرستها في «قاموس» الكلمات البرمجي لاستخدامها في عمليات الإكمال التلقائي للكلمات.
- دعم قائمة مفضلة الملفات.
- دعم عمليات الإزاحة التلقائية وطباعة إزاحة زر تاب "Tab Key" بمقدار زر المسافة "Space Key".

## الجوائز والمراجعات
- جائزة برايسليس وير (Pricelessware) المقدمة من (alt.comp.freeware) في عام 2007.[2]
- جائزة توب تن فريوير (Top 10 Freeware) من المحريين لموقع (Freeware-Guide.com) وذلك في عام 2006[3] يونيو 2006,[4] يوليو 2006[5] ونوفمبر 2006.[6]
- جوائز «6/6 رانكينغ» (6/6 ranking) و «100% فيروس اّند سباي وير كلين» (100% Virus & Spyware Clean) مقدمة من محرري موقع (NoNags.com).[7]
- جائزة «100% كلين سوفتوير» (100% clean software) مقدمة من موقع (Softpedia.com) الذي أبلغ عن عدم وجود برامج الإعلانات المتسللة أو البرامج التجسسية أو الفيروسات.[8]
- مراجعات متعددة من محرري «اَي دي جي ميديا» (IDG Media) في شهر نوفمبر من العام 2006[9] ويناير 2007.[10]
- مراجعة من قبل محرري «سفيت كومبيوتيرا» (Svet Kompjutera) في شهر ديسيمبر من العام 2006.[11]
- مراجعة من محرري «اَي زون» (IZone) في شهر إبريل من العام 2007.[12]
- عدة مراجعات من محرري موقع DerigoMedia.com في شهر فبراير من العام 2006[13] وأبريل 2007.[14]
- عدة مراجعات من محرري موقع NewHua.com in في شهر يناير من العام 2007[15] وأبريل 2007.[16]
- مراجعة من محرري موقع Planet.nl في شهر يناير من العام 2007.[17]

## نقد المستخدمين
حتى لحظة كتابة هذه المقالة لا يقوم تيد نوتباد بالتصريح عن نسخه وإطلاقاته بأي لغة فيما عدا نسخة اللغة الإنجليزية وذلك علاوةً على أن المالك الأصلي لحقوق الملكية الفكرية لا يسمح لأي أحد بالقيام بتوزيع ترجمات غير رسمية، وعلى الرغم من ذلك ثمة بعض الترجمات الغير رسمية للغات الصينية والفرنسية يمكن للمستخدمين القيام بتحميلها بشكل مباشر من الصفحة الرئيسية لموقع تيد نوتباد. ويحذر مالك الملكية الفكرية من خطر قانوني قد يداهم من يقوم باستخدام هذه الترجمات.
ومن نقاط النقد على المحرر عدم دعمه لوظائف أساسية يعتبرها بعض المستخدمين من أهم الوظائف التي يجب أن يوفرها أي محرر نصوص محترف، ومن هذه الوظائف:
- تعليم الصيغة.
- ترقيم الأسطر.
- تظليل واختيار الفقرات.

ويرجع السبب في ذلك لمعايير هيكلية نوافذ التحرير التي يعتمدها تيد نوتباد لاظهار النصوص على واجهة المستخدم الرسومية.
وقد قام عدد من المستخدمين بطلب تحسينات على تصميم المحرر بالإضافة إلى تحسينات على الهيئة المرئية للبرنامج ويشمل ذلك إضافة شريط الأدوات المفقود من واجهة المستخدم المرئية بالإضافة إلى دعم واجهة الملفات المتعددة التي تعرف اختصاراً ب "MDI" وهي اختصار التعبير "Multiple Document Interface" حيث تقوم هذه الوظيفة باتاحة المجال للمستخدمين بالقيام بتحرير ملفات متعددة في نفس الوقت وفتح أكثر من ملف عبر نوافذ الألسن، وكرد على هذه الطلبات قام المؤلف بالتصريح بأن معظم هذه الطلبات تندرج خارج نطاق اهتماماته بالنسبة للمحرر. وحتى اليوم لم يتم تطبيق أي من هذه الطلبات.
وقد اشتكى أيضاً بعض المستخدمين من أن القائمة المرئية أصبحت مزدحمة بالوظائف بسبب إضافة المزيد منها أثناء التطوير والتحديث، وعلى الرغم من العدد الكبير من أدوات تحرير النصوص التي يعج بها المحرر إلا أنها تعد نقطة سلبية من وجهة نظر تصميمية ومرئية. وقد واجه بعض المستخدمين صعوبات عند طباعة الملفات من تيد نوتباد مثل عملية تخصيص حجم الخط عند الطباعة.

## كذبة نيسان
بتاريخ 1 أبريل من العام 2007 قام يوراي سيملوفيتش بنشر كذبة نيسان على الموقع الرسمي للمحرر تيد نوتباد، حيث ادعى أن شركة ميكروسوفت ستقوم باستملاك جميع الشيفرات المصدرية وجميع حقوق الملكية الفكرية الخاصة بتيد نوتباد مقابل مبلغ مقداره (701.556) دولار أمريكي حيث عكس هذا الرقم حجم ملفات الشيفرة المصدرية لتيد نوتباد بالبايت في ذلك التاريخ.
وتبعاً لتلك الكذبة فقد أظهرت تقارير تم نشرها على نفس الموقع تفيد بخفض عدد الزيارات للموقع ولصفحة تحميل المحرر.

## روابط خارجية
- الموقع الرئيسي لمحرر النصوص تيد نوتباد
- موقع التوثيقات المخصص لتيد نوتباد